# Edifici religiosi di Vicenza

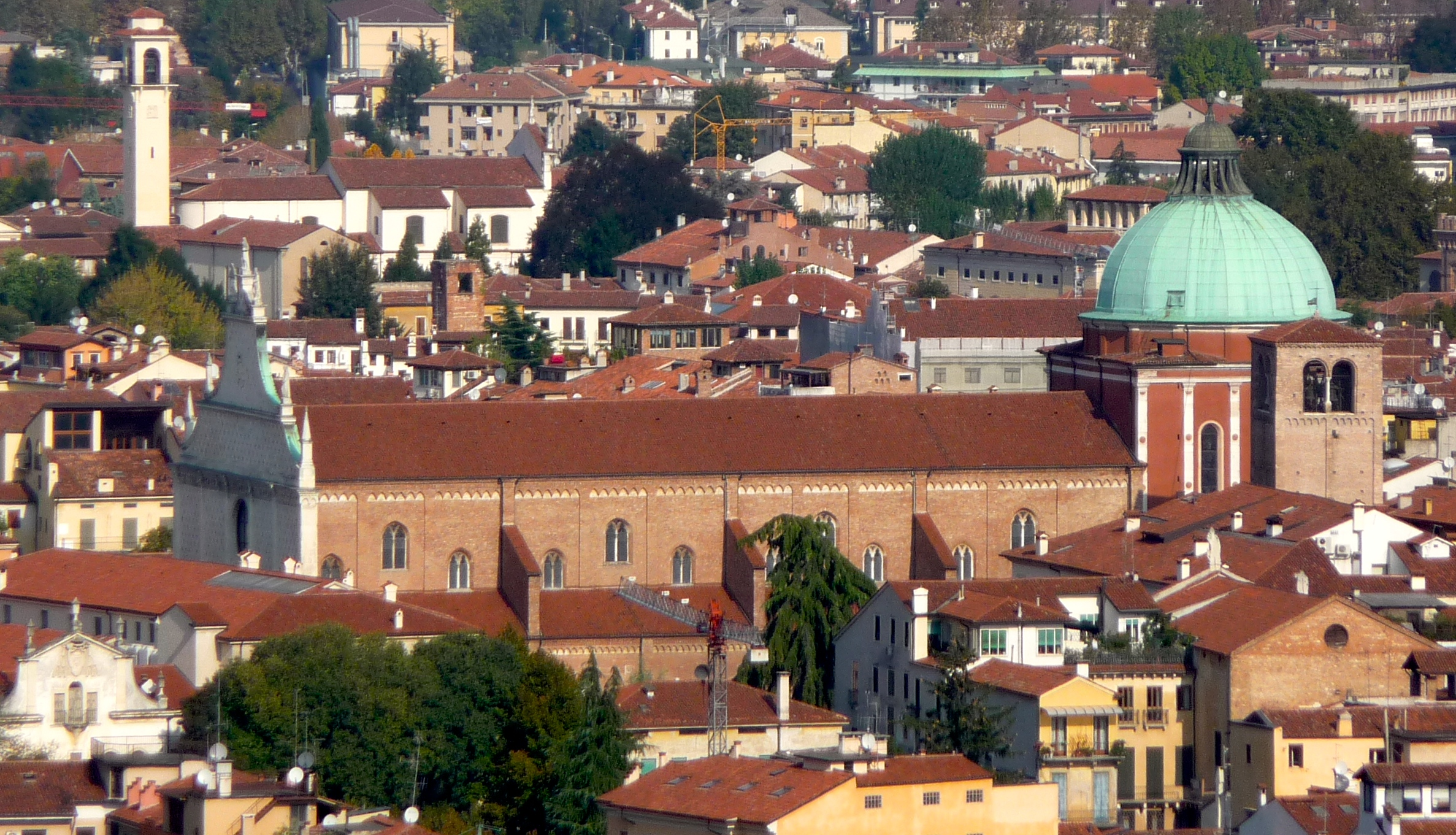
La Cattedrale di Santa Maria Annunciata vista da Monte Berico

Vicenza è una città ricchissima di chiese, monasteri, conventi e altri edifici destinati al culto o ad attività religiose, costruiti nel corso dei diciassette secoli di presenza cristiana nella città.
Il maggior numero delle chiese storiche - ma anche le più prestigiose e arricchite di opere d'arte - sono quelle di pertinenza di abbazie, monasteri e conventi, costruiti a partire dall'VIII-IX secolo e tutti soppressi e demanializzati con le leggi napoleoniche del 1810. Da quel momento in poi la maggior parte degli edifici conventuali fu adibita ad altri scopi o cadde in rovina o fu completamente riutilizzata per l'edilizia civile. Anche una parte delle chiese subì la medesima sorte, mentre altre divennero sedi parrocchiali e continuarono ad essere adibite al culto.
In seguito all'espansione della città nel dopoguerra, furono istituite numerose chiese parrocchiali nella periferia della città. Esse sono:
- Sant'Andrea apostolo (Sant'Andrea)
- Sant'Antonio di Padova (Ferrovieri)
- San Benedetto abate (Bertesinella)
- San Carlo (Villaggio del Sole)
- San Cristoforo (Bertesina)
- Cristo Re (Araceli nuova)
- Sacro Cuore di Gesù (Campedello)
- Cuore Immacolato di Maria (San Bortolo)
- Sacra Famiglia e S. Lazzaro (San Lazzaro)
- San Francesco d'Assisi (San Francesco)
- San Gaetano Thiene (Debba)
- San Giovanni Battista (Laghetto)
- San Giovanni Evangelista (Polegge)
- San Giovanni Evangelista (Santa Croce Bigolina)
- San Giuseppe (Maddalene)
- San Giuseppe lavoratore (Mercato Nuovo)
- Santa Maria Annunziata (Settecà)
- Santa Maria Assunta (Casale)
- Santa Maria Ausiliatrice (Saviabona)
- Santa Maria Bertilla Boscardin (S. Bertilla)
- Santa Maria Regina della Pace (Stanga)
- San Paolo apostolo (Quartiere Italia)
- San Pietro apostolo (San Pietro Intrigogna)
- San Pio X
- Vergine Immacolata di Lourdes (Anconetta)

Molto più ridotto è invece il numero delle chiese storiche diocesane che, a parte la cattedrale, furono anche più modeste nelle dimensioni e nelle decorazioni. Le ragioni di questa differenza con le chiese gestite da ordini religiosi sono da ricercarsi nelle situazioni storiche che caratterizzarono la Chiesa diocesana dal IX al XIX secolo.
Segue l'elenco in ordine alfabetico degli edifici religiosi della città di Vicenza, contenente le seguenti informazioni:
- individuazione dell'edificio con l'esatta denominazione, indirizzo e coordinate geografiche
- alcune informazioni sintetiche relative ad aspetti storico-artistici
- indicazione degli edifici non più adibiti al culto o non più esistenti (questi ultimi in corsivo)

## A

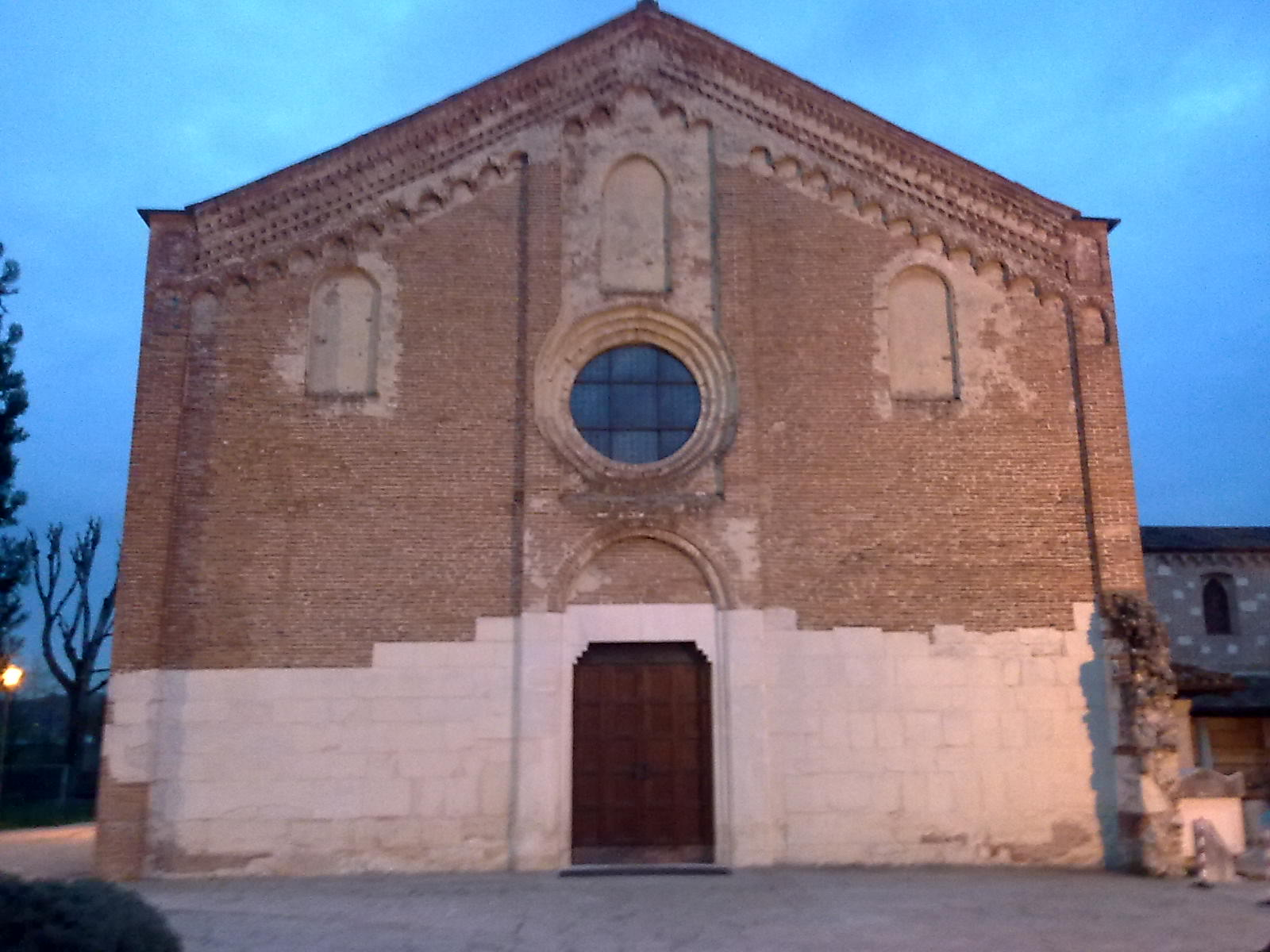
Chiesa di Sant'Agostino

- Chiesa dell'Adorazione perpetua, in contrà San Domenico, annessa all'Istituto delle Suore Maestre di Santa Dorotea, figlie dei Sacri Cuori.

Creata nel 1913 da mons. Domenico Bortolan.
- Chiesa di Sant'Agostino, in viale Sant'Agostino 512. 45.516825°N 11.511731°E

Tra il 1323 e il 1357 fu costruita la chiesa - forse il più importante monumento artistico del Trecento vicentino - nei pressi del luogo in precedenza occupato dalla chiesetta di San Desiderio; all'inizio del Quattrocento passò ai canonici regolari di San Giorgio in Alga, ma rimase disabitata dal 1493. Riaperta al culto nel 1905, nel 1920 divenne curazia e nel 1925 parrocchia. Intorno alla metà del Novecento fu eseguito un importante ciclo di restauri della chiesa e una parziale ricostruzione del monastero.
- Chiesa dei Santi Ambrogio e Bellino, in contrà Sant'Ambrogio 23 (Borgo Porta Nova), non più adibita al culto.

Di proprietà del Comune di Vicenza, è adibita a mostre estemporanee.
- Chiesa di Sant'Andrea, in contrà Sant'Andrea (Borgo San Pietro), non più esistente.

Dipendeva dal monastero benedettino femminile di San Pietro. Fu sede parrocchiale tra il XIII e il XV secolo. Le monache la fecero restaurare nel 1536. Fu abbattuta durante il periodo napoleonico
- Oratorio di Sant'Antonino, in via Sant'Antonino, non più esistente.

Eretto a metà Settecento dal canonico Callisto Pagello in forme barocche.
- Oratorio di Sant'Antonio, in via Marchetti (zona Ferrovieri).

Eretto verso la metà del Settecento
- Chiesa di Sant'Antonio Abbate, in piazzo Duomo. 45.545936°N 11.544313°E, non più esistente.

La chiesa e l'annesso ospitale furono costruiti alla metà del XIV secolo; nel 1772 l'ospitale fu soppresso e la chiesa non più utilizzata. Gli edifici, acquistati dalla Società del Casino Nuovo, furono completamente ristrutturati nel 1808. Oggi è il Palazzo delle Opere sociali, sede di uffici diocesani e di associazioni cattoliche; utilizzato per mostre, conferenze, convegni e attività culturali.
- Chiesa di Sant'Apollinare, su Monte Berico, non più ricordata dopo il Quattrocento[4].

Forse fondata sulle rovine di un tempio pagano, esistente nel X secolo, appartenente ai benedettini di San Felice.
- Chiesa dei Santi Apostoli, in contrà Santi Apostoli, non più esistente, demolita nel 1773.

In origine chiesetta annessa, almeno in origine, ad un ospizio per infermi, vedove e vecchi poveri. Sempre meno utilizzata e sostituita dalla vicina chiesa di San Michele.
- Chiesa dell'Araceli vecchia → Chiesa di Santa Maria in Araceli

## B

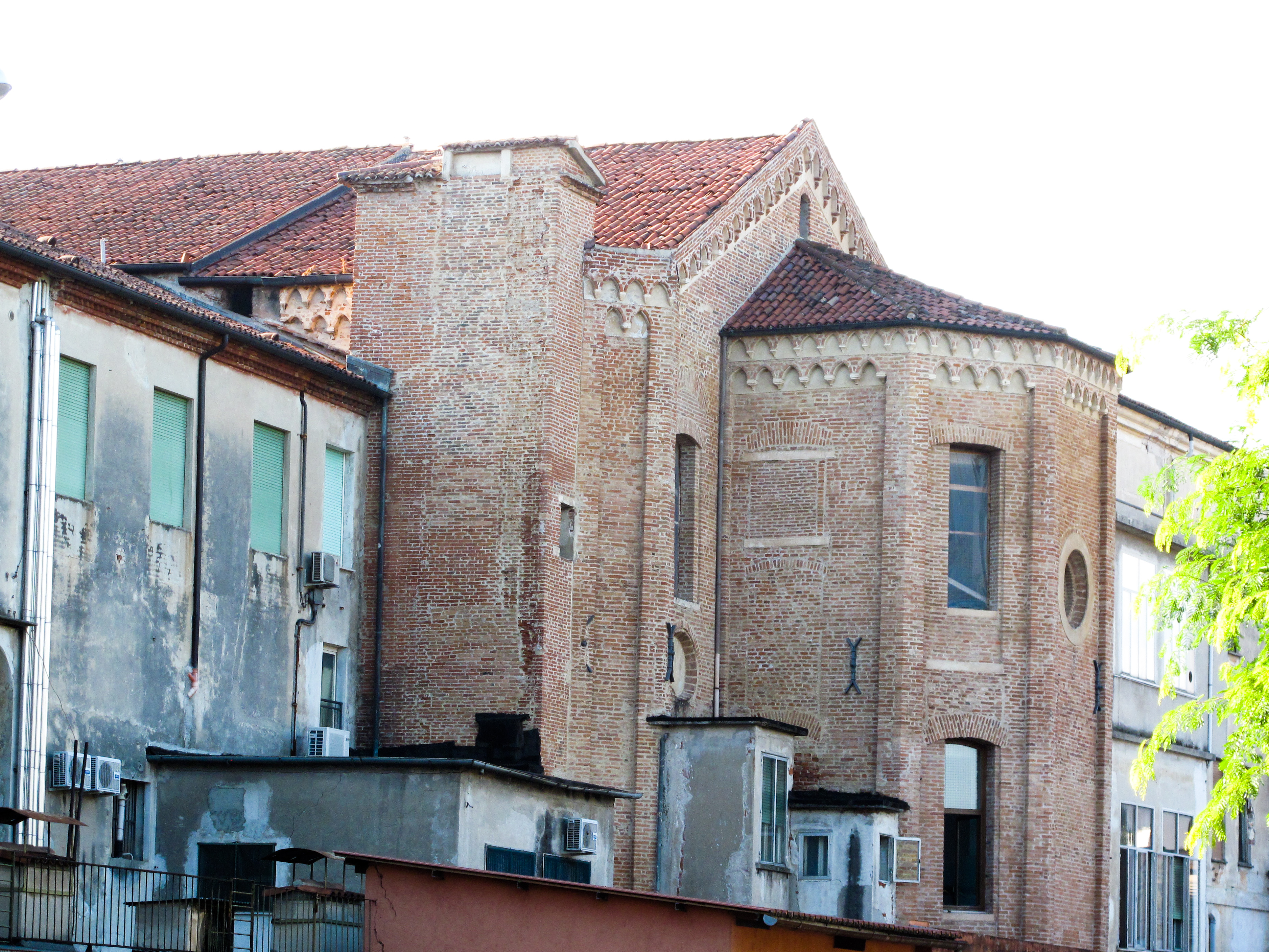
Abside della chiesa di San Bartolomeo

- Chiesa di Santa Barbara[5], in contrà Santa Barbara, non più esistente → chiesa di Sant'Eleuterio
- Chiesa di San Bartolomeo a Ospedaletto, non più esistente

Annessa a un'abbazia benedettina dipendente da San Felice
- Chiesa di San Bartolomeo (San Bortolo), in contrà San Bortolo (Borgo Pusterla), non più esistente (resta solo una parte dell'abside).45.55734°N 11.54491°E

Faceva parte del monastero omonimo, fondato nel 1217 dai canonici regolari di Sant'Agostino, passato poi ai canonici lateranensi. La chiesa, di cui resta solo l'abside, fu demolita nel 1838. Quanto rimane, insieme con il chiostro, è inglobato nell'Ospedale civile.

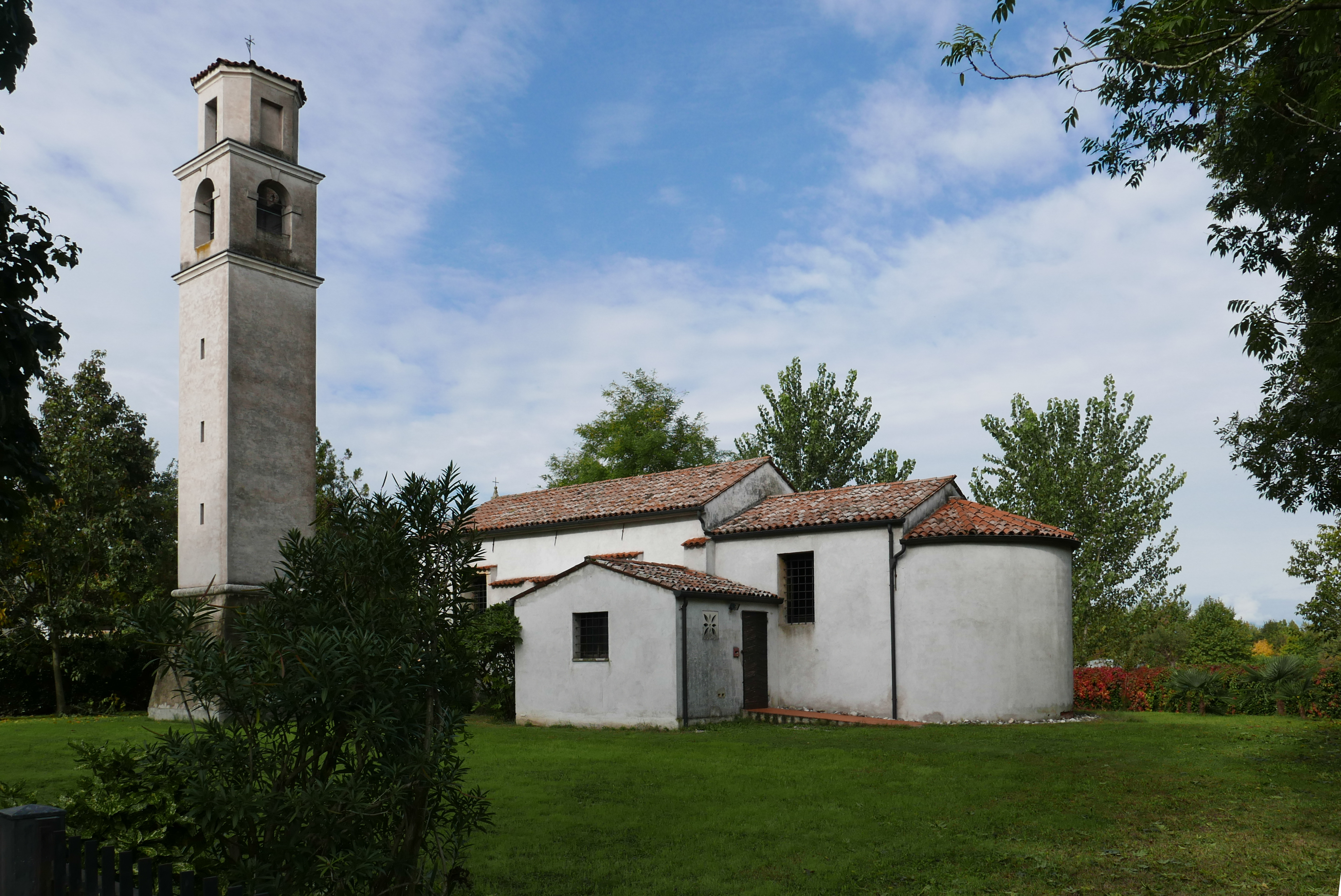
Antica chiesetta di San Benedetto

- Oratorio di San Benedetto abate, a Bertesinella in stradella San Benedetto

In origine era annesso a un'abbazia benedettina dipendente da San Felice.
- Oratorio di San Bernardino, in piazza San Lorenzo, non più esistente.

Demolito nel 1707 per far posto al palazzo Repeta.
- Chiesa dei Santi Bernardino e Chiara, in contrà Santa Chiara (Borgo Berga)

Tra il 1451 e il 1476 le clarisse costruirono il monastero e la chiesa di San Bernardino in Santa Chiara. La chiesa e gli ambienti costruiti sull'area del monastero sono ora gestiti dalle Suore delle poverelle dell'istituto Palazzolo.
- Oratorio Bertolini, nel quartiere dei Ferrovieri, non più adibito al culto.

Di aggraziate forme barocche.
- Chiesa di San Biagio vecchio, in via dei Cappuccini, non più esistente.

In origine benedettina, poi agli inizi del XIII secolo sede di una comunità laica, poi ancora di monache benedettine, infine concesso nel 1421 agli Osservanti, che lo abitarono per circa un secolo, dopodiché venne demolito in attuazione di un piano di fortificazione della città.
- Chiesa di San Biagio nuovo, in contrà Pedemuro San Biagio, non più adibita al culto. 45.55053°N 11.54321°E

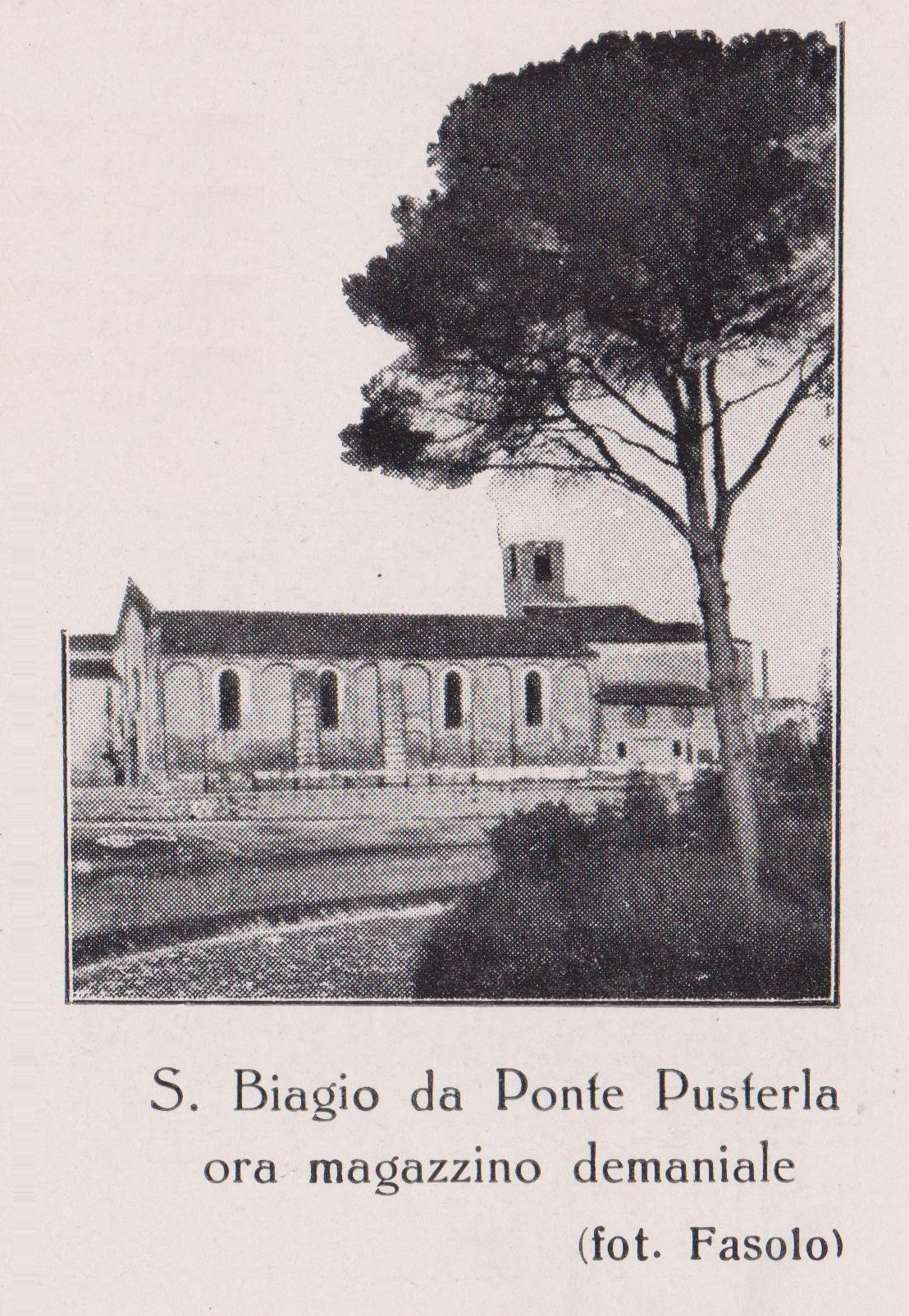
Veduta della Chiesa di San Biagio da Ponte Pusterla (anni '20)

Annesso era il convento di San Biagio, edificato dai frati minimi intorno al 1520, passato al demanio cittadino nel 1810, ora sede degli uffici e deposito delle AIM.
- Oratorio dei Boccalotti, in piazzetta San Pietro. 45.54918°N 11.552573°E
- Chiesa di San Bovo, in corso Santi Felice e Fortunato, non più adibita al culto.

Chiesetta ospitaliera, gestita nei secoli successivi da fraglie cittadine. Sull'architrave della porta compare ancora l'iscrizione: "Questa fu la chiesa di San Bovo secolarizzata l'anno 1724 – il 24 maggio".

## C

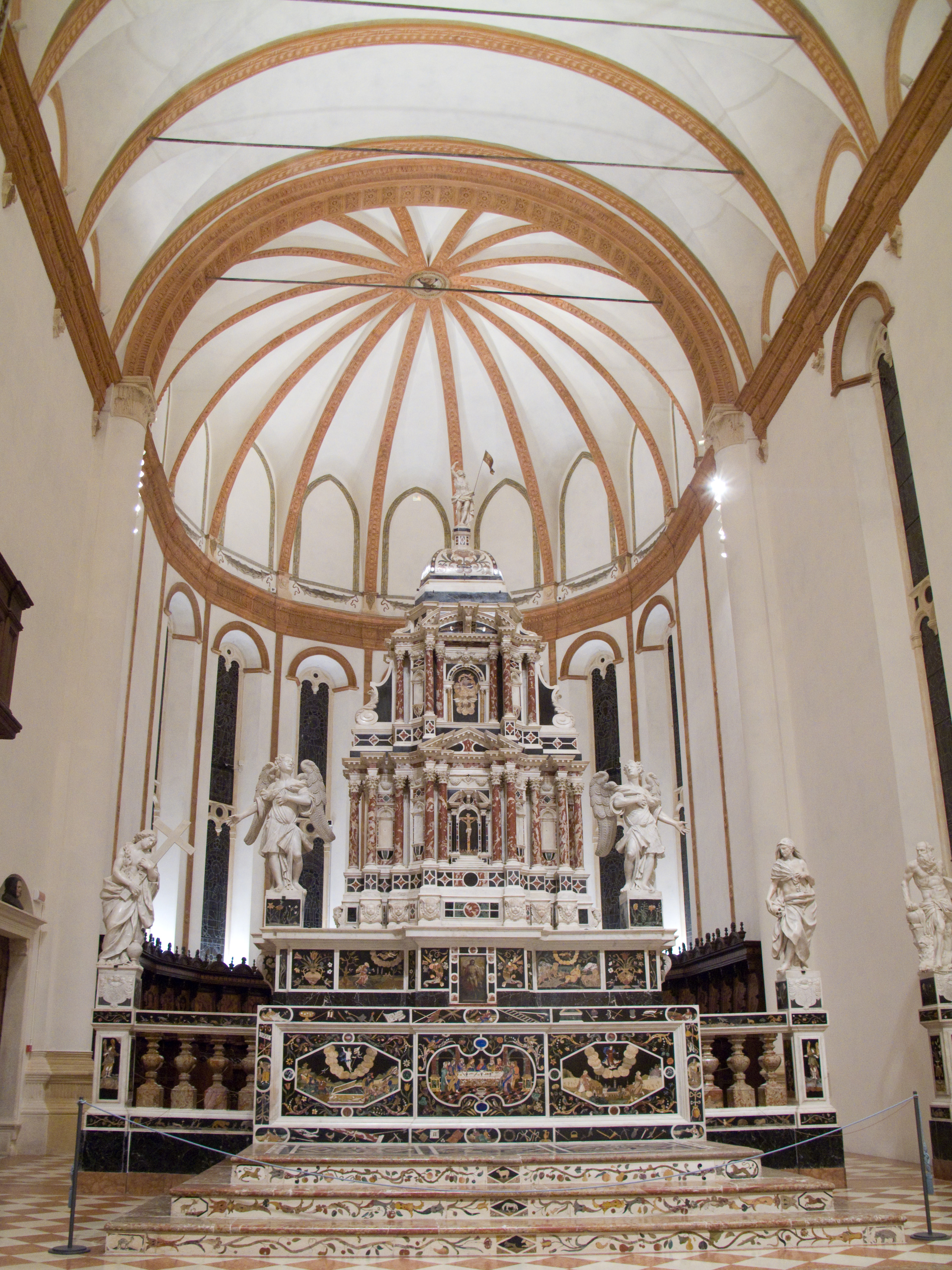
Chiesa di Santa Corona: cappella principale e altare maggiore

- Oratorio delle Cappuccine, in contrà San Domenico.

Chiesa delle Cappuccine, eretta nel 1634 di fronte alla chiesa di San Domenico e dedicata, oltre che ai Santi contitolari Francesco e Chiara, alla Immacolata Concezione della Madonna, precorrendo così di oltre due secoli la proclamazione del dogma che ha sancito il concepimento senza macchia della Vergine.
- Chiesa dei Carmini → Chiesa di Santa Croce in San Giacomo Maggiore
- Chiesa di Santa Caterina, in contrà Santa Caterina (Borgo Berga).45.54206°N 11.55166°E

Chiesa e convento furono costruiti nel 1292 dagli Umiliati, nel 1326 passarono alle Benedettine di San Donato di Barbarano, che vi rimasero fino allo scioglimento del 1810. Nella prima metà del XVII secolo la chiesa fu ampliata e la facciata rifatta, probabilmente dall'architetto Antonio Pizzocaro. Dopo la soppressione del convento la chiesa divenne sede parrocchiale, sostituendo quella di San Silvestro; negli anni sessanta del Novecento il convento fu demolito e sull'area venne costruita una scuola.
- Chiesa di Santa Caterina in Porto (detta Santa Caterinella), in contrà Borgo Berga.

Eretta nel 1423, apparteneva a un antico ospitale, già esistente nel Trecento.
- Chiesa di Santa Chiara → Chiesa dei Santi Bernardino e Chiara.
- Chiesa del Cimitero Maggiore, in viale Trieste.
- Oratorio della Concezione, non più esistente.

Era annesso al fianco est della chiesa di San Lorenzo.
- Chiesa delle Convertite (o di Santa Maria Maddalena), in contrà della Misericordia, presso ponte Novo, non più esistente.

Fondata nel 1534 insieme all'annesso convento - ora completamente demolito - da Maddalena Valmarana, poi passata alle agostiniane, fu sconsacrata dopo la soppressione napoleonica del 1810. La facciata, forse opera di Francesco Muttoni, sussiste intatta, mentre l'interno è stato ristrutturato in edificio civile.
- Chiesa di Santa Corona, nell'omonima contrà. 45.549259°N 11.547688°E

Fatta costruire nella seconda metà del XIII secolo dal vescovo Bartolomeo da Breganze e arricchita nel corso dei secoli da numerose opere d'arte.
Annesso era il convento dei domenicani, demanializzato nel 1810, poi sede di edifici scolastici, ora del Museo Naturalistico Archeologico
- Chiesa e monastero del Corpus Domini, nell'omonima contrà, non più esistenti.

Furono fondati nel 1539 da monache canonichesse lateranensi della regola di Sant'Agostino, appartenenti a famiglie nobili (tra queste i Manfroni). Nel 1810 il monastero fu soppresso e tutti gli edifici ridotti a private abitazioni.
- Chiesa di San Cristoforo, in via San Cristoforo, 27 a Bertesina.

Cappella di probabile origine benedettina, nominata per la prima volta in un documento di Urbano II del 1186; diventò parrocchia prima del XIV secolo. La chiesa attuale è stata inaugurata nel 1956, mentre la precedente risaliva al secolo XV.
- Chiesa di Santa Croce, in contrà Porta Santa Croce 57.

Era annessa a uno dei più antichi ospitali di Vicenza, fondato dai Crociferi; la chiesa nel 2007 è stata data in gestione alla comunità ortodossa moldava di San Nicola; i resti del convento sono inglobati nelle strutture della scuola della fondazione Levis Plona.
- Chiesa di Santa Croce in San Giacomo Maggiore detta dei Carmini, in corso Fogazzaro.45.55121°N 11.53901°E

Fu fatta costruire nel 1373 per il nuovo Borgo di Porta Nova e affidata ai Carmelitani; completamente ricostruita nel 1425 e in epoca contemporanea in stile neogotico, raccoglie varie opere d'arte provenienti dalla demolita Chiesa di San Bartolomeo.
- Oratorio del Crocifisso, in contrà Oratorio dei Servi, non più adibito al culto.

Tradizionalmente attribuito a Giambattista Albanese.

## D

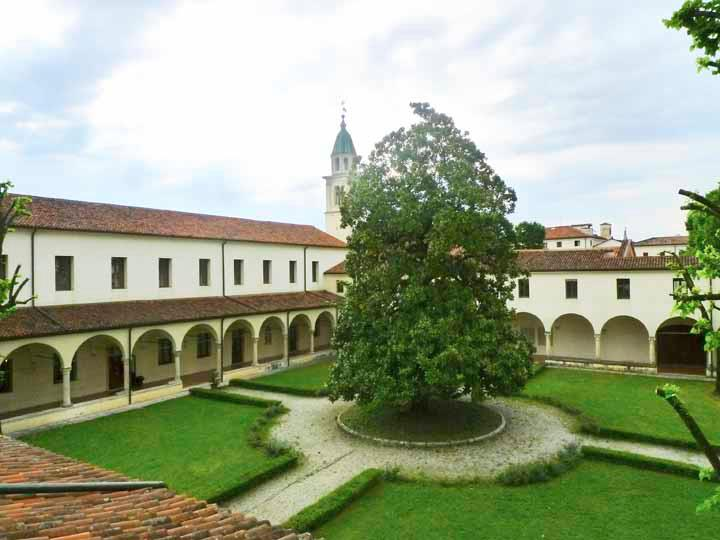
Chiostro di San Domenico, oggi Conservatorio di musica "Arrigo Pedrollo"

- Oratorio dell'Istituto della Beata Vergine Maria, detto delle "Dame inglesi".

Costruito nel 1899 in stile lombardesco sotto la direzione di mons. Domenico Bortolan, annesso al precedente complesso del convento di San Girolamo dei Gesuati ampliato dai Carmelitani scalzi.
- Chiesa di San Desiderio, non più esistente

Agli inizi del Duecento fu sede di una comunità di laici, poi sulla stessa o su area vicina venne costruita la → abbazia di Sant'Agostino
- Chiesa di San Domenico, nell'omonima contrà al n. 33 (all'interno dell'antico Borgo delle Roblandine. 45.55139°N 11.55416°E. Non più adibita al culto

Faceva parte del monastero di San Domenico, costruito intorno al 1264 dalle monache domenicane. Completamente rifatti nei secoli XV e successivi, chiesa e chiostri sono attualmente sede del Conservatorio di musica "Arrigo Pedrollo".

## E
- Chiesa di Sant'Eleuterio

Una delle sette cappelle urbane; dal XVI secolo intitolata anche a Santa Barbara; demolita agli inizi dell'Ottocento.

## F

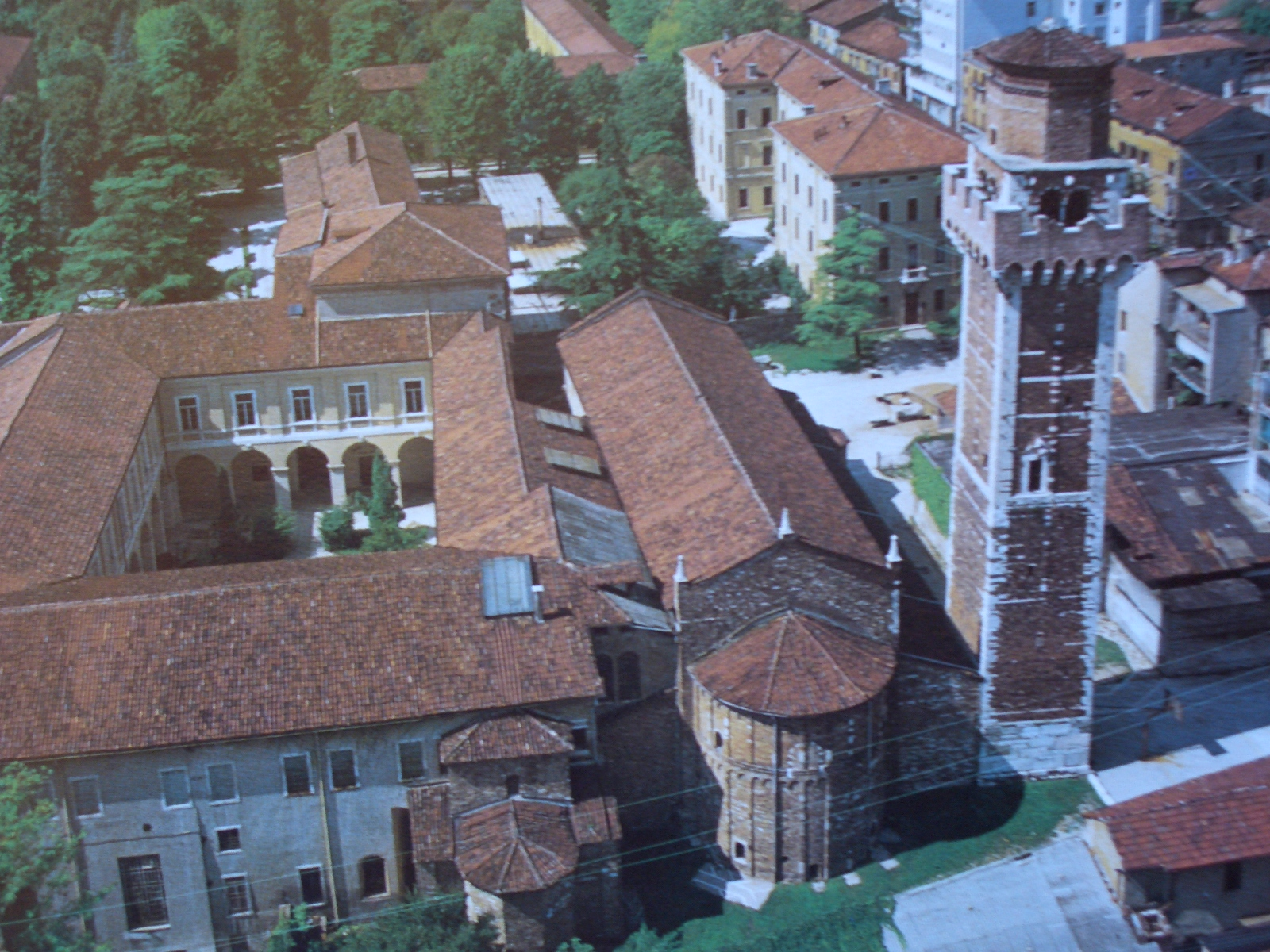
Complesso della basilica dei Santi Felice e Fortunato

- Chiesa dei Santi Faustino e Giovita, non più adibita al culto

Era ricca di opere d'arte. dagli inizi del Novecento viene utilizzata come sala del Cinema Odeon.
- Basilica dei Santi Felice e Fortunato, nell'omonimo corso. 45.54406°N 11.53292°E

La sua origine risale al IV-V secolo; l'aspetto attuale romanico è dovuto alla ricostruzione del XII e ai restauri del XX secolo.
Per oltre un millennio alla basilica fu annessa la più importante abbazia benedettina del territorio vicentino.
- Chiesa di San Marcello in San Filippo Neri (Filippini), in corso Palladio. 45.54685°N 11.54241°E

Con annessa la casa dei Filippini e l'oratorio, in contrà San Marcello.
- Oratorio dei Filippini, in contrà San Marcello.

Eretto verso la metà del Settecento
- Chiesa dei Santi Filippo e Giacomo, o di San Giacomo Minore, in stradella San Giacomo 45.54808°N 11.54473°E, non più adibita al culto

Una delle antiche cappelle della città. Nel XVII secolo vi fu annesso il Convento dei Padri Somaschi, ora sede della Biblioteca Civica Bertoliana.
- Chiesa dei Santi Filippo e Giacomo, a Longara.

Parrocchiale alla fine del XIV secolo, in origine dedicata a Maria, poi ai Santi Filippo e Giacomo forse in memoria di un antico sacello sulla strada che porta a Villabalzana, distrutto nel 1780.
- Chiesa di San Francesco vecchio, nell'omonima contrà, non più esistente

Costruita nel 1232 dai francescani, forse rifacendo quella di San Salvatore, intorno al 1280 passò ai canonici della cattedrale e restò adibita al culto fino agli inizi del 1600; fu quindi adattata, con ciò che restava dell'antico convento e con i fabbricati adiacenti, a sede del Seminario diocesano di recente istituzione.
- Chiesa di San Francesco Picciolo, non più esistente
- Chiesa di San Francesco nuovo, in contrà Forti di San Francesco (Borgo Pusterla), non più esistente.

Fu costruita intorno al 1500, sul luogo di un'altra più antica intitolata a Santa Maria Vergine, insieme con un monastero, nel quale confluì una parte delle clarisse che provenivano da Borgo Berga. Dopo gli editti napoleonici il monastero fu trasformato in caserma, poi in scuola primaria. Il coro delle monache è stato adibito a palestra.

## G

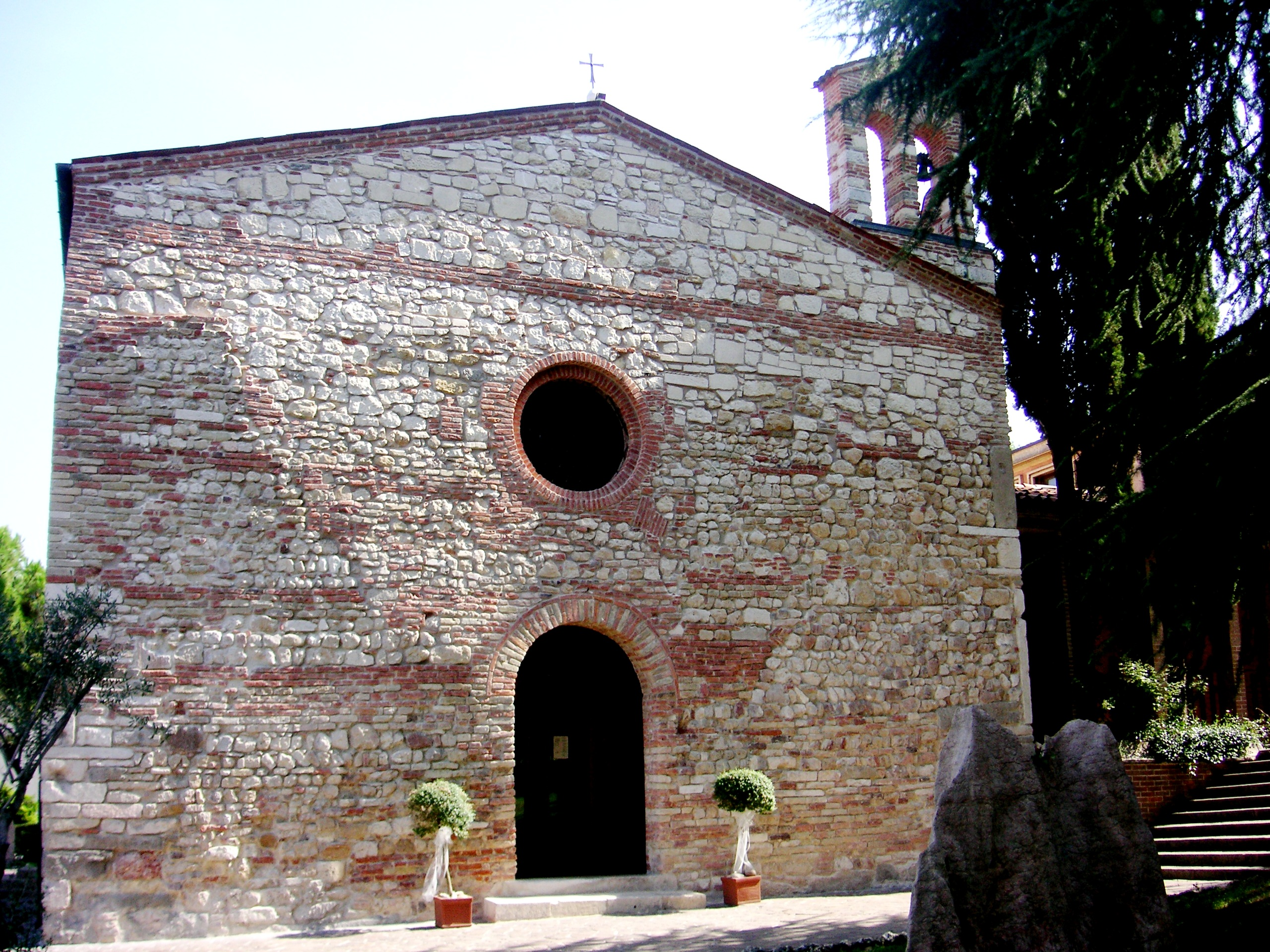
Chiesa di San Giorgio in Gogna

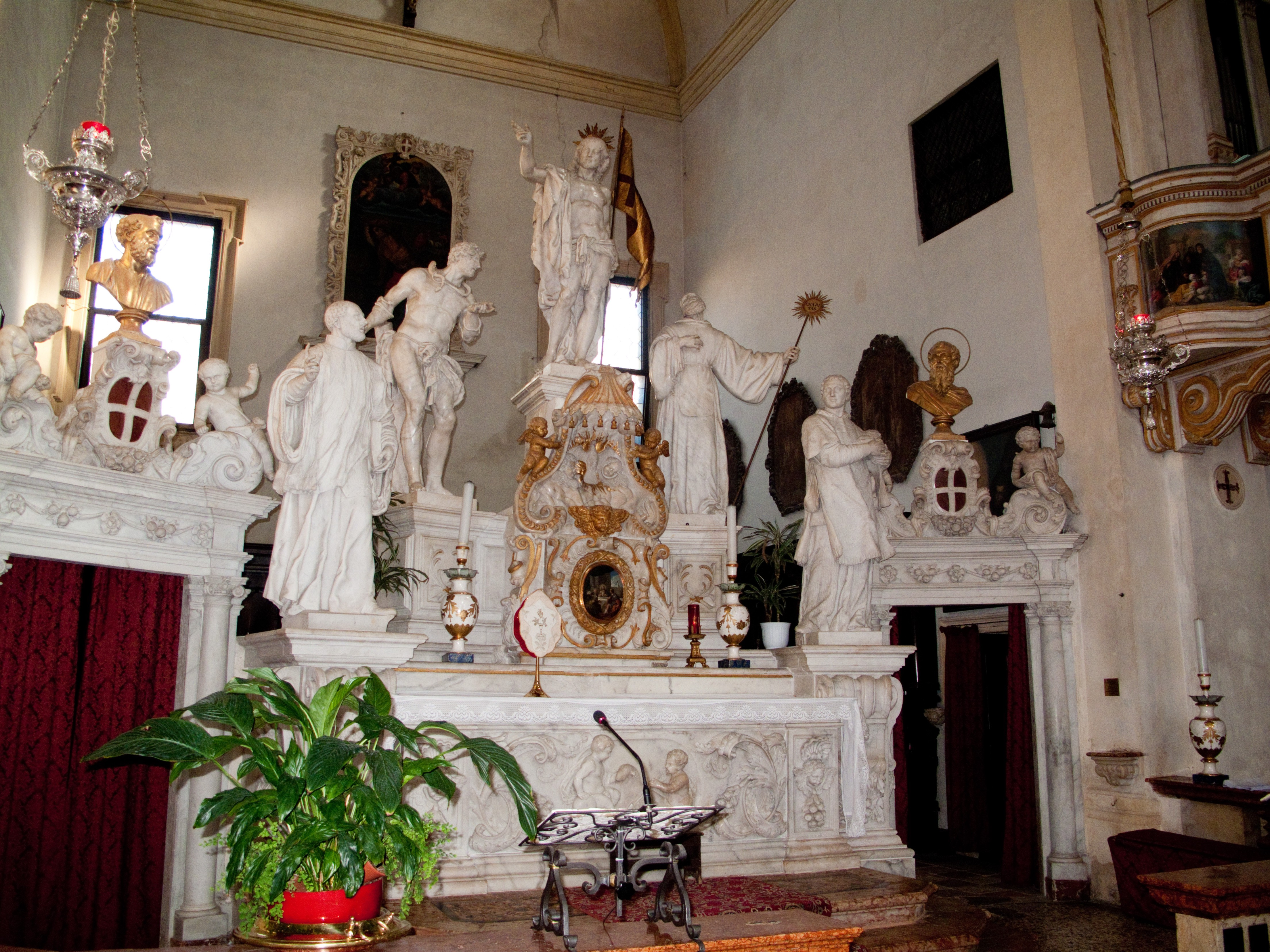
Chiesa di San Giuliano, altare maggiore

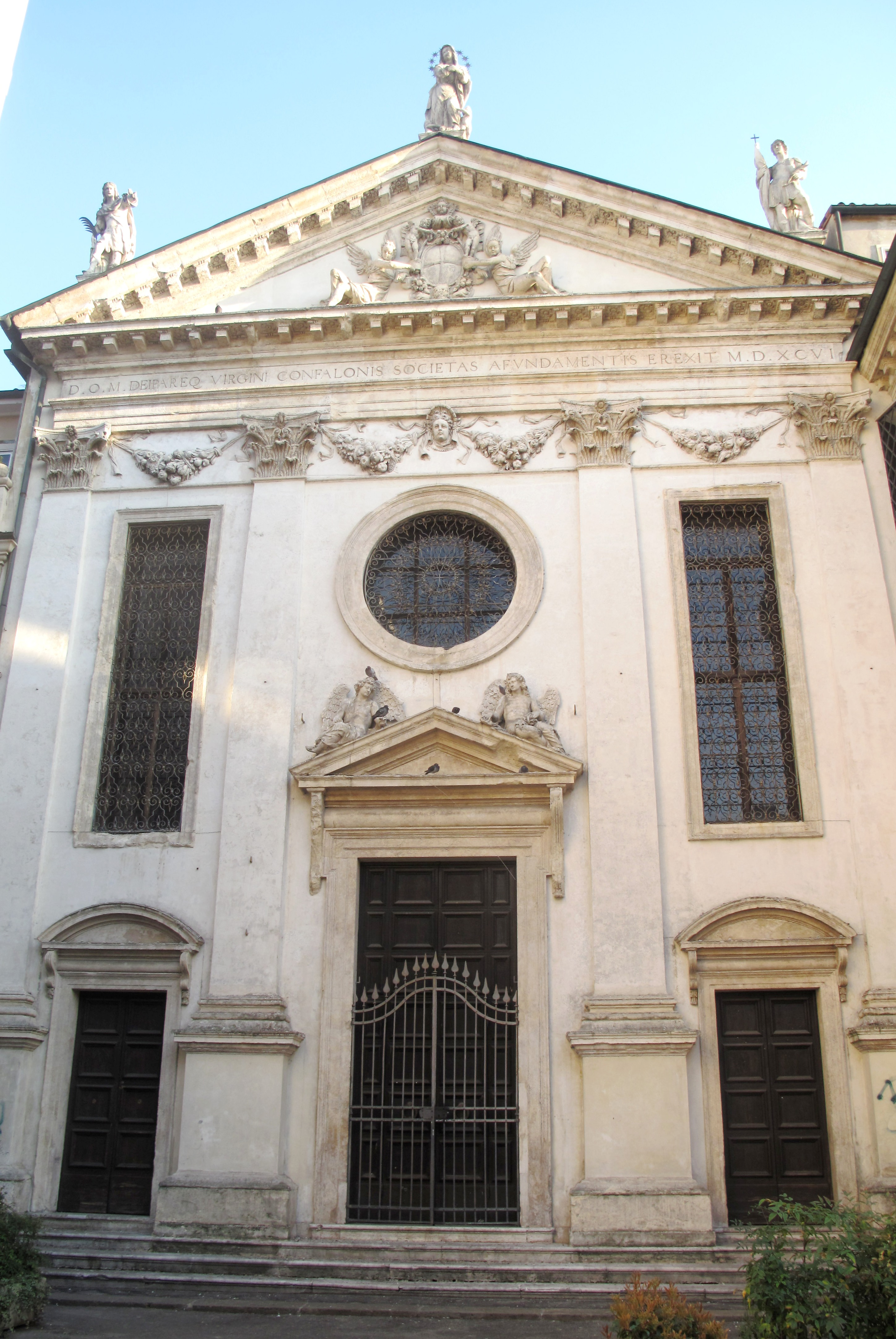
Oratorio del Gonfalone

- Chiesa di San Gaetano, in corso Palladio. 45.54865°N 11.54684°E

Costruita dai teatini all'inizio del Settecento, insieme con la casa dell'ordine, demanializzati nel 1810.
- Chiesa dei Gesuiti, non più esistente.

Una prima cappella esisteva dove in seguito i filippini costruirono la grande chiesa di San Filippo Neri. Una seconda in contrà Riale, anch'essa presto demolita e sulla cui area fu poi costruito il palazzo Cordellina.
- Chiesa di san Giacomo Maggiore → Chiesa di Santa Croce in San Giacomo Maggiore
- Chiesa di San Giacomo minore → Chiesa dei Santi Filippo e Giacomo

Era annessa al convento dei Somaschi.
- Chiesa di San Giorgio in Gogna, in viale Fusinato. 45.53911°N 11.53728°E

Una delle più antiche chiese della città, sicuramente anteriore all'anno mille.
- Chiesa di San Giovanni Battista, in fondo al giardino del monastero di San Tommaso[25].
- Oratorio di San Giovanni Battista presso le Dimesse, non più esistente.

Di fronte alla chiesa di Santa Maria Nova, ove oggi è la scuola di Polizia.
- Oratorio di San Giovanni a San Felice, non più esistente.

Forse seicentesco.
- Chiesa di San Girolamo degli Scalzi → chiesa di San Marco in San Girolamo
- Chiesa di San Girolamo dei Gesuati, non più esistente

Sulla sua area fu costruita nel XVIII secolo dai Carmelitani scalzi la → chiesa di San Marco in San Girolamo
- Chiesa di San Giuliano, in corso Padova. 45.5484°N 11.55742°E

Sull'area dell'antico ospitale gestito da suore benedettine, dal XV secolo di proprietà comunale, nella seconda metà del Seicento i frati minimi costruirono l'attuale chiesa e, mezzo secolo più tardi, un nuovo convento. Dopo un breve periodo di insediamento dei cappuccini, chiesa e convento sono ora di proprietà dell'Istituto Salvi (casa di riposo per anziani).
- Oratorio di San Giuseppe, sul lato ovest di piazzale De Gasperi, non più esistente:

Insieme con l'oratorio esisteva il convento dei padri riformati.
- Oratorio di San Giuseppe a Sant'Agostino, non più esistente.

Forse seicentesco.
- Sacello ai santi nomi di Gesù, Giuseppe e Maria, in piazzetta San Giuseppe, non più esistente.

Eretto nel 1732 dalla confraternita di San Giuseppe e demolito poco dopo il 1812.
- Oratorio del Gonfalone, in piazza Duomo. 45.545632°N 11.544415°E

Costruito alla fine del XVI secolo, fu parzialmente distrutto durante i bombardamenti della seconda guerra mondiale e ricostruito.
- Chiesa di San Gottardo, in piazza Duomo, non più esistente.

Inglobata nel → Palazzo delle Opere sociali.

## I
- Chiesa di Sant'Ignazio, in corso Palladio, non più esistente.

Costruita dai Gesuiti nel 1602, demolita nel 1730 per costruire la chiesa di San Filippo Neri.
- Chiesa di Sant'Ignazio, in contrà Riale, non più esistente.

Costruita dai Gesuiti nel 1750, demolita nel 1774 per costruire Palazzo Cordellina.
- Chiesa dell'Immacolata Concezione e dei Santi Francesco e Chiara, in contrà San Domenico → Oratorio delle Cappuccine.
- Edicola dell'Incoronata, sul lato nord della Torre Bissara[33].
- Oratorio della Casa Sacro Cuore delle suore dorotee, in Corso Padova angolo stradella dei Forti in corso Padova, nell'antica casa e fonderia di campane De Maria, uno dei fondatori dell'Istituto Farina[34].
- Oratorio dell'Istituto Farina, via IV Novembre.

Ha la facciata verso il cortile interno. Eretto a partire dal 1839, recentemente rinnovato dall'architetto Paolo Portoghesi.
- Oratorio delle Poverelle dell'Istituto Palazzolo, in contrà Santa Lucia.

Inaugurato in luogo dell'antica cappelletta nel 1925 e dedicato ai Sacri Cuori di Gesù e Maria.
- Oratorio degli Istituti Psichiatrici, in corso Santi Felice e Fortunato

Aperto al culto nel 1910, su progetto dell'architetto Toniato.

## L
- Chiesa di San Lazzaro, non più esistente.

Esistente nel 1260, vi fu trasferito il lebbrosario, poi divenne ospizio.
- Oratorio di Santa Libera → Chiesa di Santa Maria Liberatrice, non più esistente.
- San Lorenzo di Portanova, non più esistente

Di proprietà dei canonici della cattedrale, nel 1280 fu ceduta ai francescani che la demolirono per costruire la Chiesa di San Lorenzo
- San Lorenzo in Berica, non più esistente

Di proprietà dei canonici della cattedrale, nel 1266 fu incorporata nella → chiesa di San Michele
- Chiesa di San Lorenzo, nell'omonima piazza. 45.54881°N 11.5418°E

Costruita dal 1280 in poi presso l'antica Porta Nova; ebbe annesso il convento dei francescani.
- Chiesa e convento di Santa Lucia, in Borgo Santa Lucia. 45.554079°N 11.552796°E

La prima costruzione di un oratorio risale al Trecento, gestito dai camaldolesi che risiedevano nella vicina abbazia di San Vito, sostituito nel secolo seguente da una chiesa vera e propria con annesso convento. Nell'Ottocento passò ai frati minori che restaurarono la chiesa e ricostruirono il convento.

## M

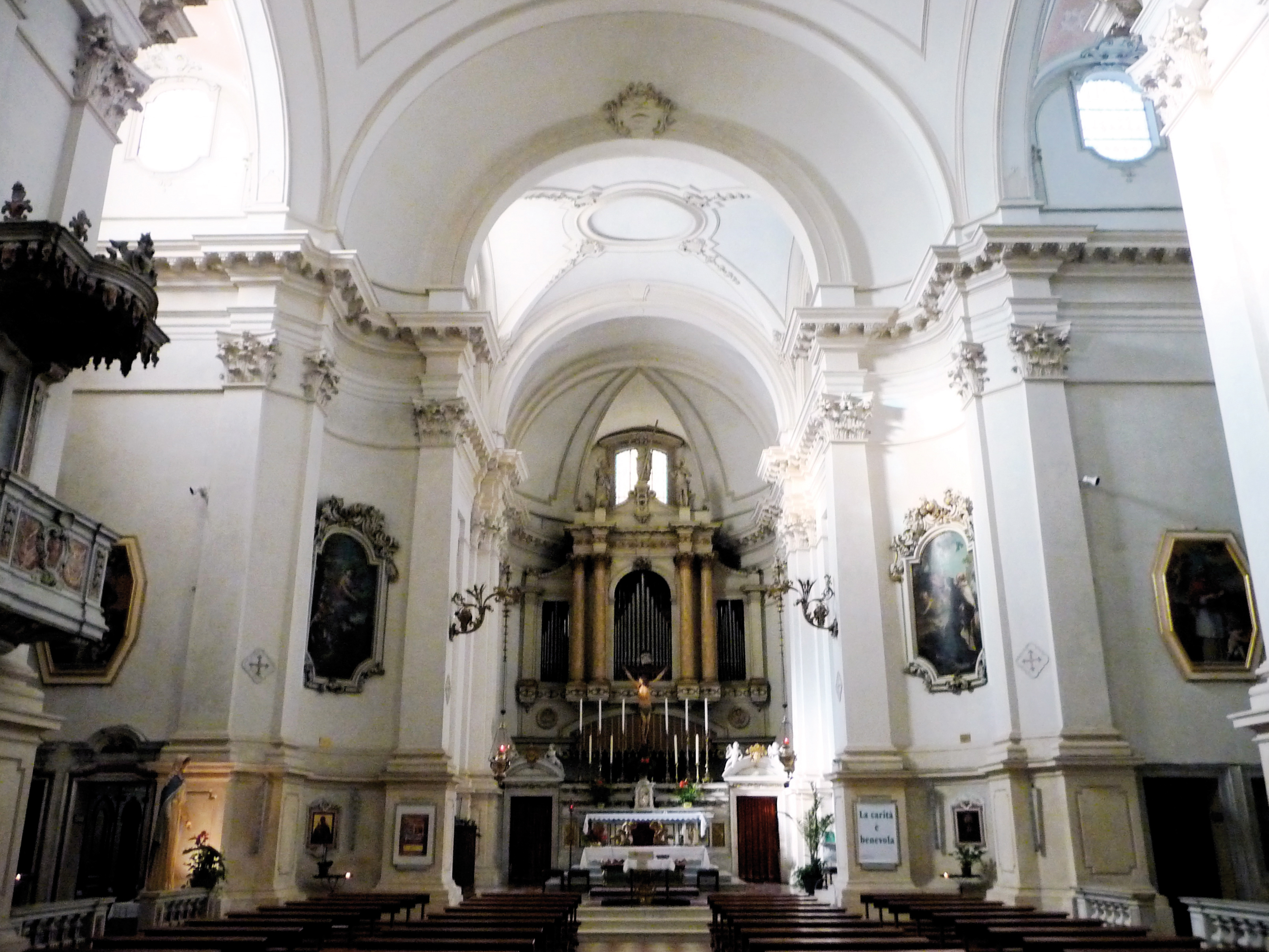
Chiesa di San Marco in San Girolamo

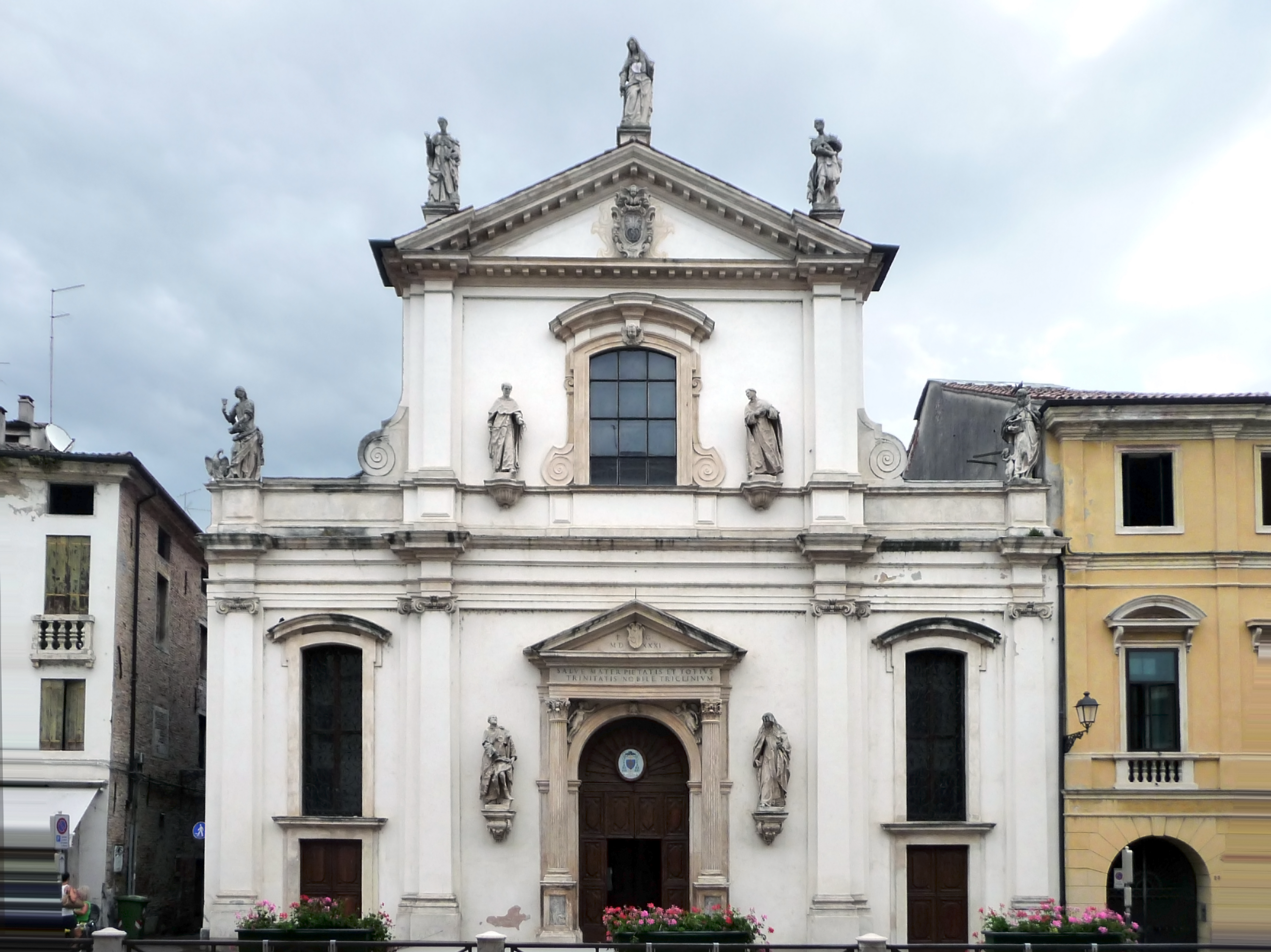
Chiesa di Santa Maria dei Servi (San Michele in Santa Maria in Foro)

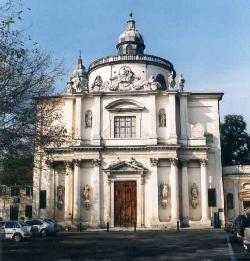
Chiesa di Santa Maria in Araceli

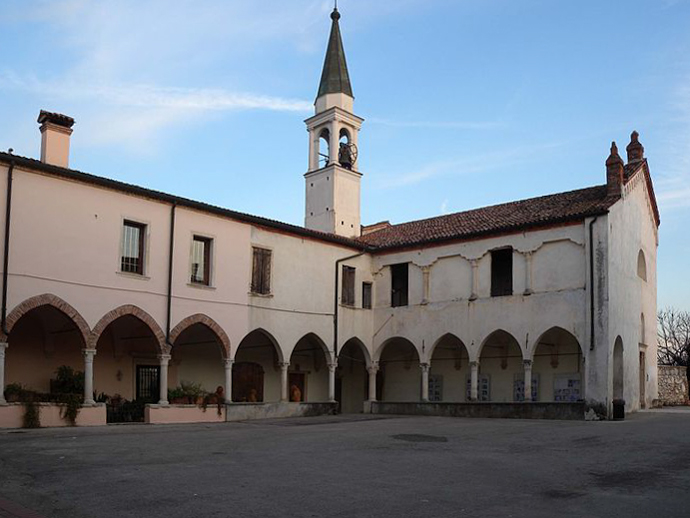
Chiesa di Santa Maria Maddalena (Maddalene Vecchie)

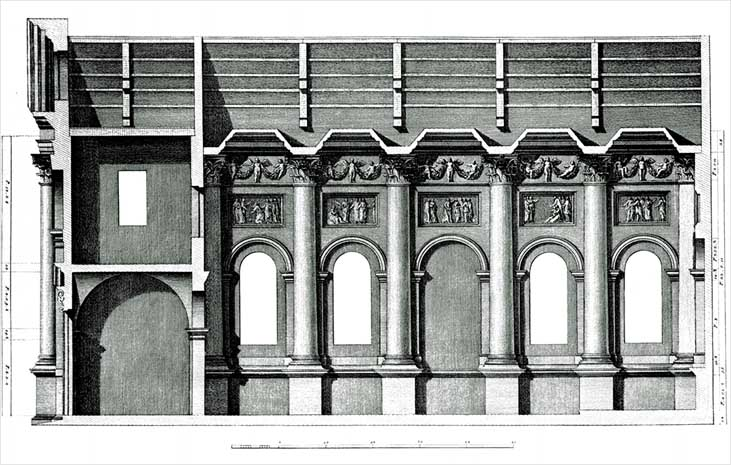
Chiesa di Santa Maria Nova, sezione

- Chiesa della Madonna dell'Ospedaletto, in contrà Porta Padova, non più esistente.

Chiesa ed ospizio dal 1411, sconsacrata dal 1775.
- Chiesa di San Marcello, in contrà Cordenons, non più esistente.

Una delle sette antiche cappelle urbane. Dopo la riforma napoleonica la parrocchia fu trasferita nella → Chiesa di San Marcello in San Filippo Neri (Filippini)
Convento.
- Chiesa di San Marco in Pusterla, non più esistente, all'inizio di contrà San Marco (piazzetta San Marco).

Una delle antiche sette cappelle della città, fu demolita nel 1810 quando la parrocchia si spostò nell'attuale → chiesa di San Marco in San Girolamo.
- Chiesa di San Marco in San Girolamo, in contrà San Marco. 45.552561°N 11.54298°E

Costruita dai Carmelitani scalzi nei pressi della precedente chiesa di San Girolamo dei Gesuati, annessa al loro convento presso Borgo Pusterla, dal 1810 è la sede parrocchiale di San Marco. Il convento, più volte ristrutturato, è dal 1837 sede dell'istituto scolastico delle Dame inglesi (Istituto della Beata Vergine Maria).
- Cattedrale di Santa Maria Annunciata (Duomo, Cattedrale), in piazzetta Duomo. 45.546248°N 11.543851°E

Di origine paleocristiana, fu ricostruita varie volte; la cupola fu progettata da Andrea Palladio, così come probabilmente il portale laterale settentrionale e la cappella Almerico.
- Chiesa di Santa Maria Assunta, non più esistente.

Annessa all'Ospizio del Soccorso Soccorsetto.
- Oratorio di Santa Maria delle Cappuccine, in contrà San Domenico → Oratorio delle Cappuccine.
- Chiesa di Santa Maria dei Servi (San Michele in Santa Maria in Foro), in piazza Biade. 45.54747°N 11.54807°E

Faceva parte del convento dei Servi di Maria.
- Chiesa di Santa Maria degli Angeli, non più esistente;.

Sorgeva presso il ponte omonimo, di fronte alla torre Coxina. Costruita nel 1463, inglobando le strutture dell'antica Porta di San Pietro, fu abbattuta nel 1880 insieme con i resti dell'annesso convento di terziari francescani, come ricorda una lapide sulla torre dell'Osservatorio.
- Chiesa di Santa Maria delle Grazie, non più adibita al culto[41].
- Oratorio dei Santi Maria e Cristoforo, in contrà Cordenons angolo San Marcello, non più esistente.

Faceva parte dell'Ospedale detto anche di San Marcello, creato nel XIV secolo dalla fraglia dei Battuti, dal XVI secolo diventato Casa degli Esposti. Ancora esistente su contrà San Marcello la facciata gotica dell'oratorio.
- Chiesa di Santa Maria Etiopissa, sulla strada Marosticana verso Polegge.

In origine faceva parte di un'abbazia benedettina dipendente da San Felice, dal XII secolo fu annessa all'Abbazia di Pomposa; alla fine del Trecento fu completamente restaurata
- Chiesa di Santa Maria in Araceli, detta Araceli Vecchia, in piazzetta Araceli. 45.553179°N 11.549226°E

In origine cappella annessa a un'abbazia benedettina dipendente da San Felice, dal 1244 divenne monastero delle clarisse, fu ricostruita in stile barocco nella seconda metà del XVII secolo. Con la riforma del 1810 divenne sede parrocchiale del borgo Santa Lucia fino al 1966. Negli anni novanta fu restaurata e riaperta ad attività sia pastorali - officiata anche dalla comunità rumena - sia culturali.
- Chiesa di Santa Maria Liberatrice, detta Santa Libera, non più esistente.

Annessa a Villa Roi Volpe nel 1676, fu abbattuta nel 1820 per aprire il varco del viale X Giugno e riedificata nel 1822 da Bartolomeo Malacarne subito all'inizio del viale X Giugno.
- Chiesa di Santa Maria Maddalena (Maddalene Vecchie).
- Chiesa di Santa Maria Maddalena, in contrà della Misericordia, presso ponte Novo, non più esistente → Chiesa delle Convertite.
- Chiesa di Santa Maria Nova, nell'omonima contrà, 45.548314°N 11.537505°E, sconsacrata, non è visitabile ed è utilizzata dal Comune come deposito di libri.

La chiesa della fine del Cinquecento rappresenta l'unica chiesa interamente progettata da Andrea Palladio e costruita a Vicenza, benché realizzata postuma; dal 1994 fa parte dei monumenti patrimoni dell'umanità dell'UNESCO. Era annessa a un monastero fondato nel 1538 da monache agostiniane appartenenti a famiglie nobili, funzionante fino al 1810, quando per le soppressioni napoleoniche tutti gli edifici furono demanializzati.
- Chiesa di Santa Maria Vergine in Pusterla, in contrà San Francesco → Chiesa di San Francesco Nuovo, non più esistente.
- Chiesa di San Martino presso Ponte Marchese, non più adibita al culto.

In origine dipendente dall'abbazia di San Felice.
- Chiesa di San Martino in borgo San Felice, non più esistente.

In origine chiesa benedettina dipendente da San Felice.
- Chiesa di San Michele, non più esistente.

Bella e grande chiesa costruita nella seconda metà del XIII secolo dagli Eremitani di Sant'Agostino in stile gotico lombardo a una sola navata, ricca di opere d'arte, era sede parrocchiale. Qui trascorse la sua vita il teologo Anselmo Botturnio. Gli eremitani officiarono la chiesa fino al 1772, quando un decreto della Repubblica di Venezia li costrinse ad andarsene. Con i decreti napoleonici la parrocchia fu unita a quella di Santa Maria dei Servi; chiesa e convento furono demanializzati e infine la chiesa demolita.
- Sacello della Madonna dei Sette Dolori, nel cortile di Palazzo Braschi[47].
- Oratorio della Madonna di Lourdes, in contrà Santa Lucia.

Sul fianco destro della chiesa di Santa Lucia.
- Chiesa di Santa Maria al Monte, o Santuario della Madonna di Monte Berico. 45.535016°N 11.545496°E

Domina la città di Vicenza; è il risultato dell'integrazione di due chiese, la prima quattrocentesca in stile gotico, l'altra, della seconda metà del Seicento, è una basilica in forme barocche. Annesso alla basilica è il convento dei Servi di Maria, che la gestiscono fin dal 1436.
- Oratorio della Madonna di Reggio, all'angolo tra contrà San Domenico e via Legione Gallieno (fino al 1922 questa via era denominata Viale della Madonna di Reggio), non più esistente.

Costruito nel 1642, non più esistente nel 1830.
- Chiesa di Santa Maria della Misericordia, in contrà della Misericordia (Borgo Pusterla)[50].

Costruita agli inizi del Cinquecento, con annesso ospizio dapprima per gli infermi e poi per gli orfani, ora è stata data in uso alla comunità serbo ortodossa di Vicenza.

## N

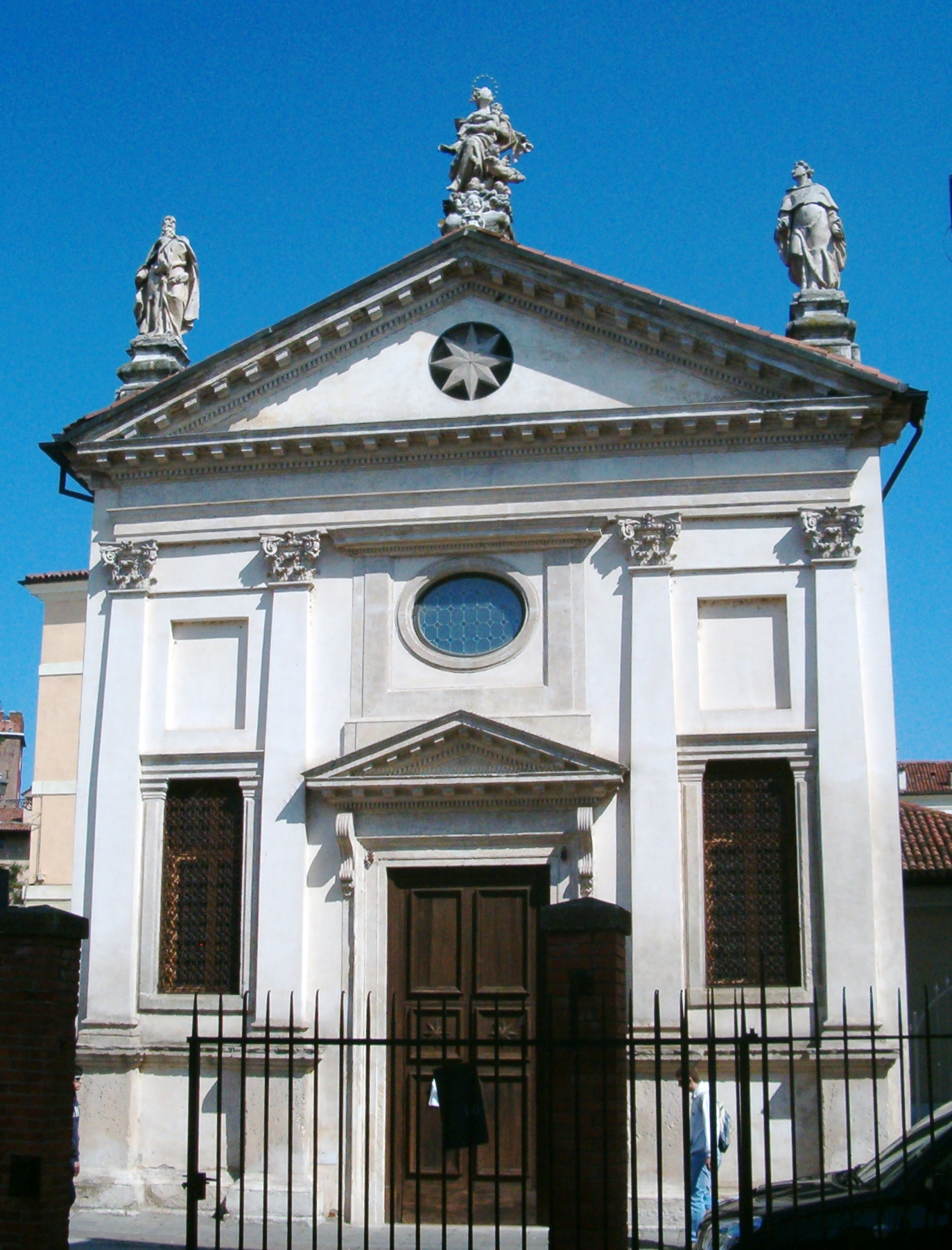
Oratorio di San Nicola da Tolentino

- Oratorio di San Nicola da Tolentino, in piazzetta San Nicola. 45.545671°N 11.548639°E

Cappella di struttura classica, decorata all'interno in stile barocco, ospita un considerevole ciclo di dipinti del Seicento di scuola veneta.
- Chiesa di San Nicolò in borgo San Felice, non più esistente.

In origine chiesa benedettina dipendente da San Felice; non vi è più traccia di essa.

## O
- Chiesa di Ognissanti, in contrà Santa Caterina (Borgo Berga), demolita.

Nel 1215 gli Umiliati costruirono la chiesa e il convento di Ognissanti, dove le Umiliate rimasero fino allo scioglimento dell'Ordine da parte di Napoleone. Demolita la chiesa, il convento è stato ristrutturato come condominio.
- Chiesa di Sant'Omobono, in contrà Do Rode, distrutta nell'Ottocento[52].

## P
- Chiesa di San Paolo, presso ponte San Paolo, non più esistente.

Era una delle sette antiche cappelle della città, poi sede della parrocchia cittadina che fu trasferita a Santa Maria in Foro con la riorganizzazione ecclesiastica del 1810; la chiesa fu in seguito demolita.
- Chiesa di San Pietro in Vivarolo, non più esistente.

Era annessa ad un piccolo monastero benedettino, poco fuori porta di Santa Croce; nel XV secolo passò ai Girolimini di Fiesole, che la ricostruirono; fortemente danneggiata durante la guerra della Lega di Cambrai. Nel 1567 papa Pio V la concesse ai Cappuccini, che ricostruirono chiesa e convento.
- Chiesa di San Pietro al Monte, alla sommità delle Scalette, non più esistente.

Ricordata da un privilegio del vescovo di Vicenza Liudigerio del 1064, venne distrutta durante la guerra della lega di Cambrai.
- Chiesa e monastero di San Pietro, in piazzetta San Pietro. 45.54904°N 11.55295°E

Fino al 1810 faceva parte dell'Abbazia di San Pietro, il più antico e potente monastero femminile benedettino della città, costruito dalle monache nella prima metà del IX secolo nel luogo dove esisteva un'antichissima cappella. Ora la chiesa è sede parrocchiale di tutto l'antico Borgo San Pietro, mentre il monastero è adibito a casa di riposo per anziani.
- Oratorio di San Pietro d'Alcantara, in viale Trento.

Costruito nel 1669, era la chiesetta dominicale di Villa Ferramosca, poi Trento e Bertolini, ora è divenuto parte dell'Istituto delle Missioni Estere.
- Oratorio dei Proti → Oratorio della Visitazione

## R

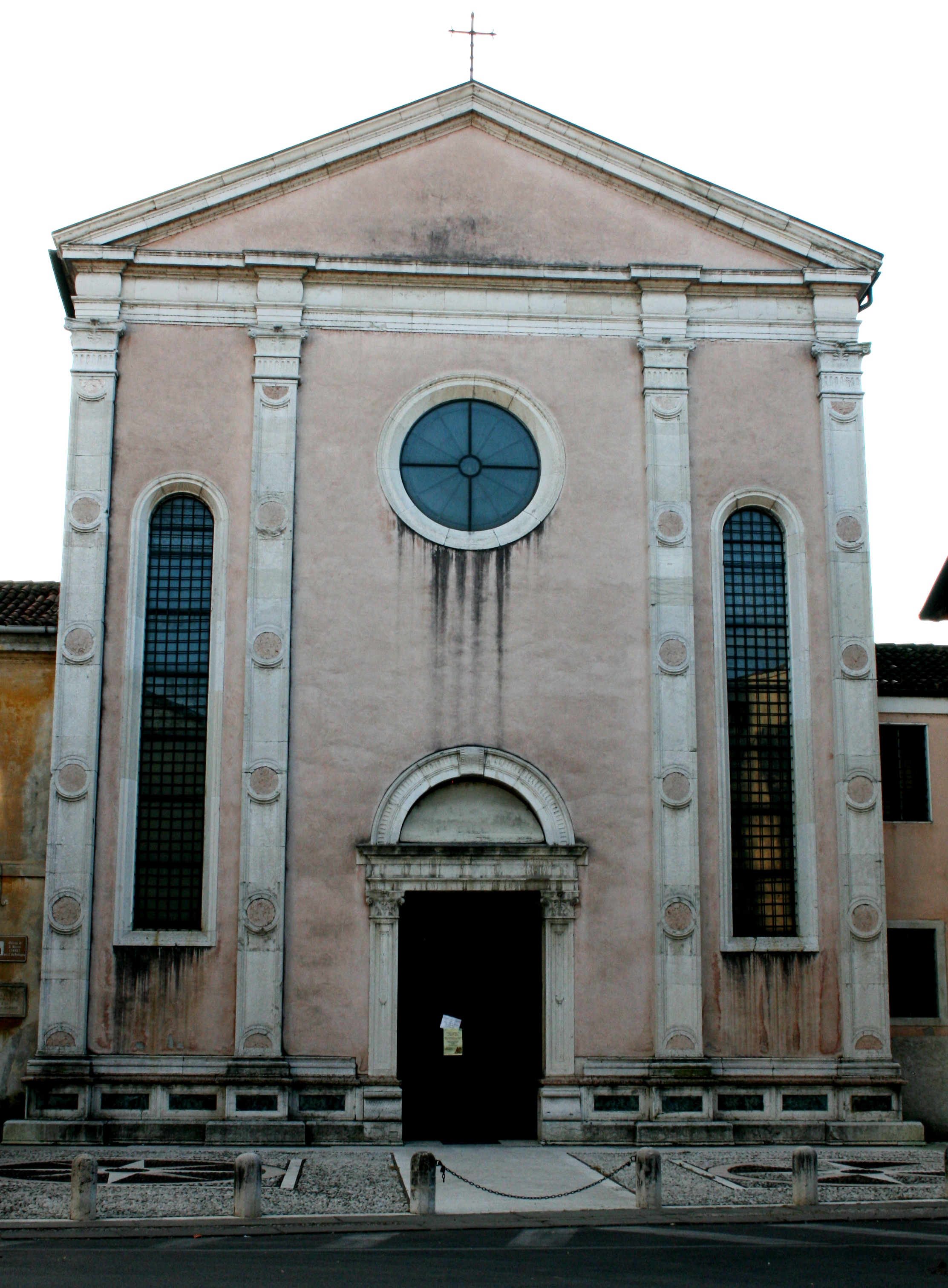
Chiesa di San Rocco

- Chiesa di San Rocco, in contrà Mure San Rocco (Borgo Porta Nova).

Costruita nel 1485 quasi a ridosso delle mura, in uno stile che rimanda a Lorenzo da Bologna, benché completata da altri. Vi è annesso il convento di San Rocco, dei Canonici regolari di San Giorgio in Alga, demanializzato dal 1810 e ora sede di servizi sociali.
- Oratorio del Rosario, costruito dall'omonima confraternita nel giardino della chiesa di Santa Corona, non più esistente[59].
- Oratorio della Rotonda, di fronte all'ingresso della villa palladiana, non più adibito al culto. 45.5324°N 11.55891°E

Eretto dai conti Capra nel XVII secolo in asse con il viale d'ingresso alla Rotonda, poi acquisito dal ramo della famiglia famiglia Valmarana proprietario della Villa Valmarana "Ai Nani", è stato trasformato negli anni duemiladieci in edificio residenziale privato.

## S

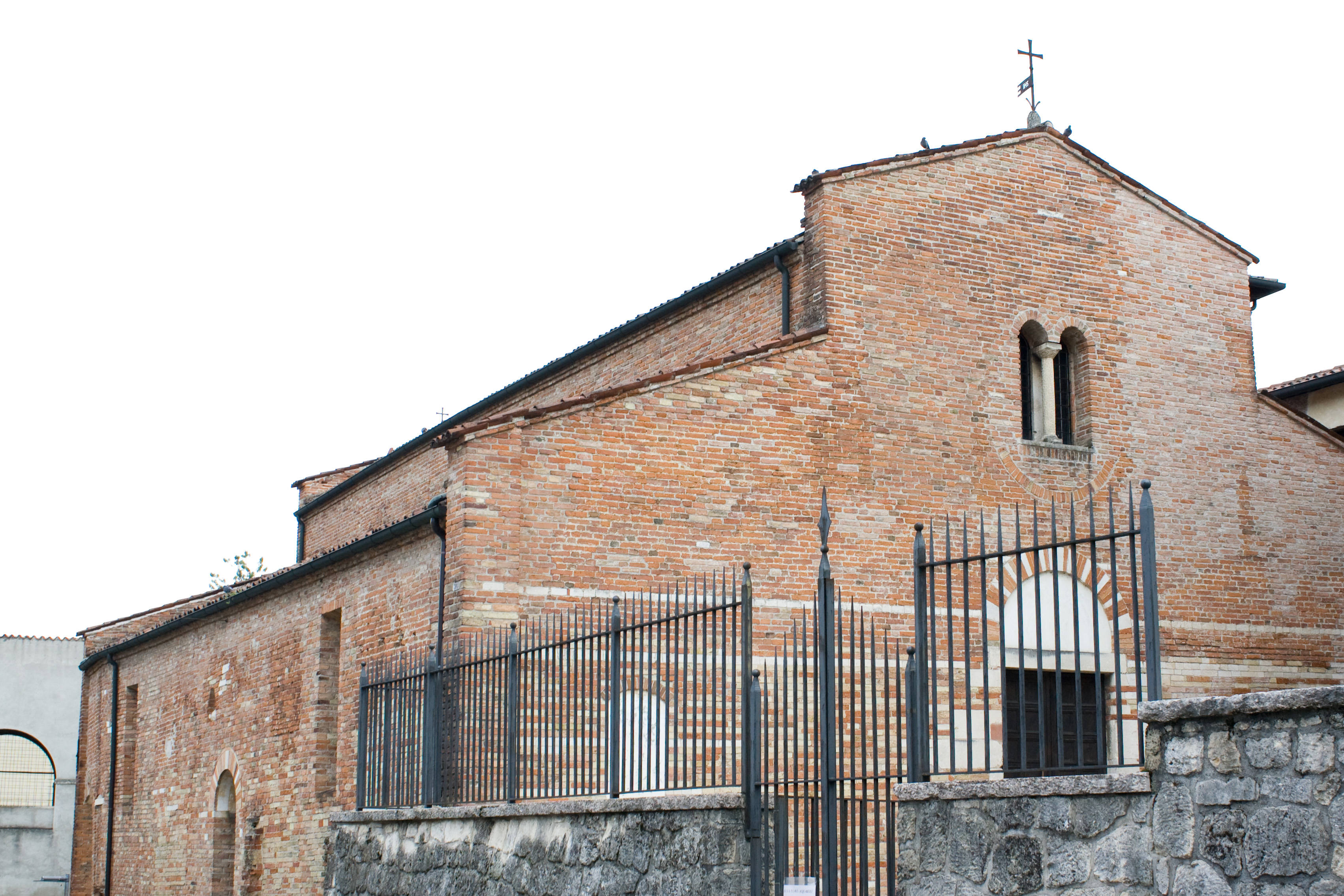
La chiesa del complesso monumentale di San Silvestro

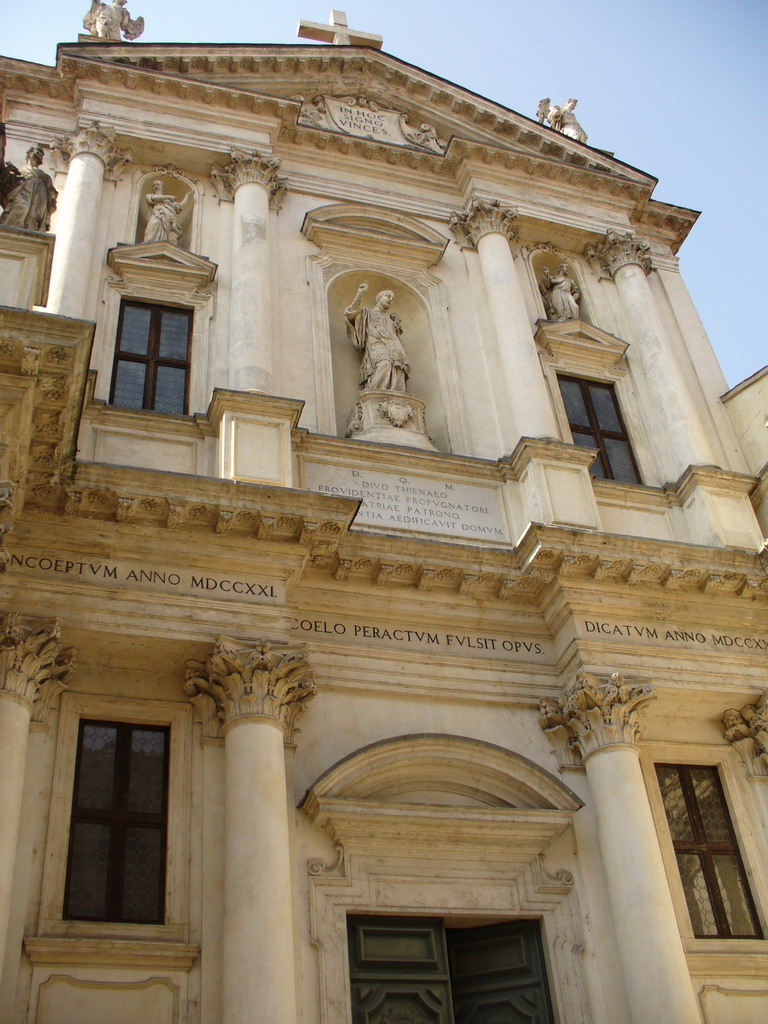
Chiesa di Santo Stefano

- Chiesa di San Salvatore in Carpagnon, non più esistente.

Non è chiaro dove fosse ubicata, se in contrà Carpagnon o San Francesco Vecchio, oppure dove ora sorge il palazzo Porto in piazza Castello. Vi è attestata la prima presenza francescana in città.
- Oratorio del Santissimo, in contrà Santa Lucia → Oratorio della Madonna di Lourdes.
- Chiesa di San Savino, non più esistente.

Antica cappella nei pressi di Porta Feliciana.
- Chiesa di San Sebastiano, sul colle San Bastian.

Quattrocentesca, con annesso convento domenicano, demolita nel 1812; sulla sua area è stata costruita la Villa Franco ai Nani.
- Chiesa degli Scalzi → Chiesa di San Marco in San Girolamo
- Chiesa dei Servi → Chiesa di Santa Maria dei Servi.
- Chiesa e monastero di San Silvestro, in contrà San Silvestro (Borgo Berga). 45.54146°N 11.5482°E, ora complesso monumentale non più adibito al culto.

Antica sede parrocchiale suburbana, dal 1810 passata alla → Chiesa di Santa Caterina. Faceva parte dell'Abbazia di San Silvestro, fondata dai benedettini di Nonantola, nel 1464 data in commenda, poi divenuta nel XVI secolo monastero delle benedettine di San Pietro, demanializzata nel 1810.
- Chiesa di Santo Stefano, in piazzetta Santo Stefano. 45.54908°N 11.54665°E

Una delle antiche sette cappelle urbane e sede parrocchiale, la chiesa fu totalmente ricostruita alla fine del XVII - inizi del XVIII secolo in stile neoclassico romano.

## T
- Chiesa di San Tomaso, in contrà San Tomaso (Borgo Berga), non più adibita al culto.

Fu costruita nel 1222, insieme con il convento, dai canonici regolari di Sant'Agostino e dedicata a San Tommaso apostolo. Abitato per un paio di secoli da monaci di entrambi i sessi, dal Quattrocento divenne monastero solo femminile, fino alla soppressione del 1810. Ora è sede della Guardia di Finanza.
- Oratorio dei Turchini, presso la chiesa di Santa Corona, non più esistente[62].

## V
- Chiesa di San Valentino, in corso Santi Felice e Fortunato, non più adibita al culto.

Annessa all'ospedale dei mendicanti ed eretta nel 1584 da Alessandro Maganza, che ne dipinse anche la facciata. Sconsacrata nel 1812.
- Oratorio di Villa Berica, in via Capparozzo.

Costruito nel 1924.

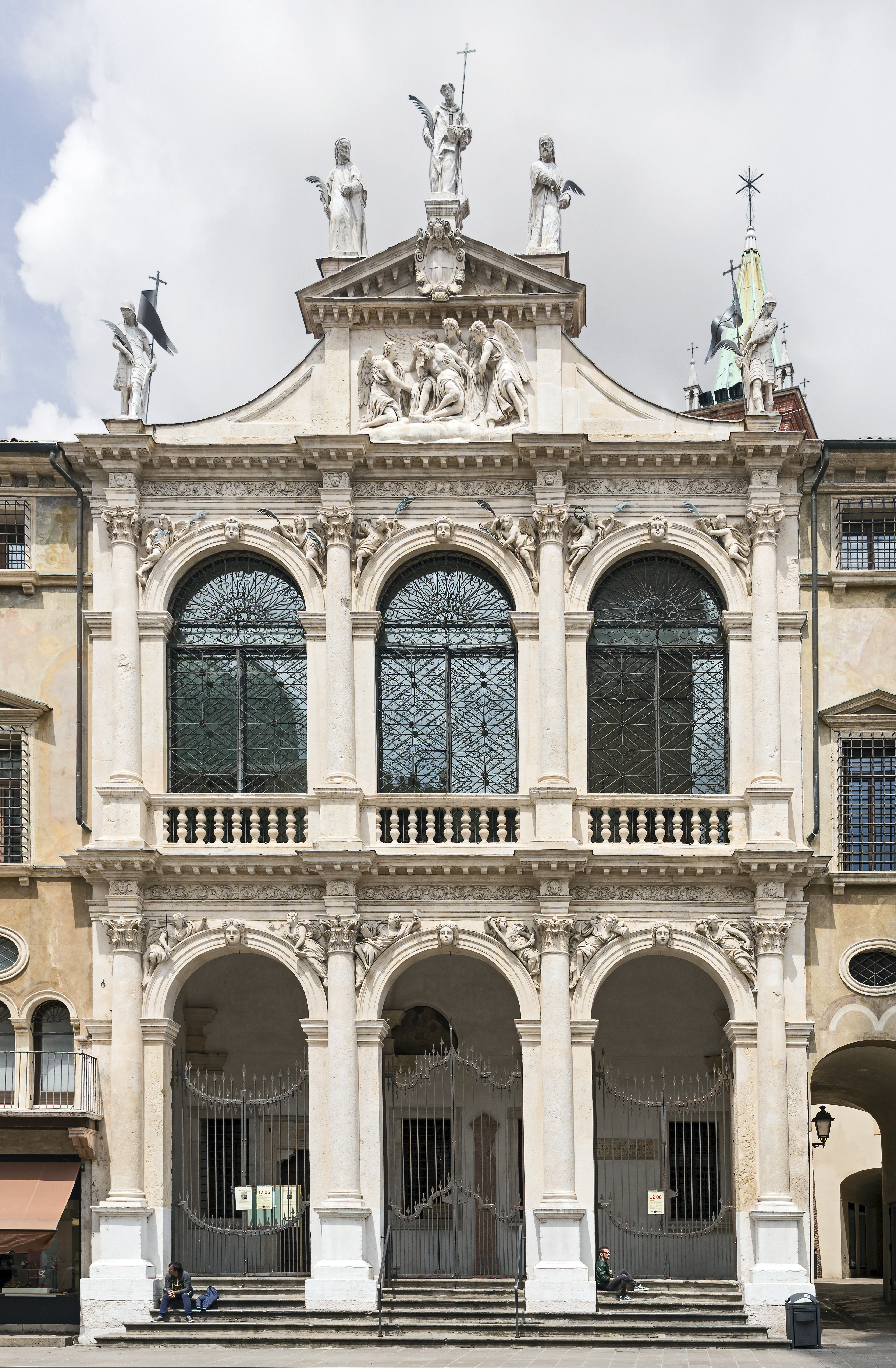
Chiesa di San Vincenzo

- Chiesa di San Vincenzo, in piazza dei Signori. 45.54754°N 11.54655°E

La costruzione della chiesa - dedicata al patrono della città - e i successivi ampliamenti vanno dalla fine del XIV alla prima metà del XVIII secolo. La facciata è inserita al centro del Palazzo del Monte di Pietà.
- Oratorio della Visitazione, in contrà Oratorio dei Proti[63].
- Chiesa di San Vitale, nel Borgo San Pietro (Vicenza) contigua al monastero, non più esistente
- Abbazia di San Vito, presso l'Astichello, non più esistente

Era un'abbazia benedettina, divenuta per qualche anno sede dell'Università di Vicenza, poi passata ai camaldolesi nel 1209 e infine demolita nel XVI secolo, situata nel luogo dell'attuale Cimitero acattolico.

## Z
- Oratorio delle Zitelle, in contrà Santa Caterina (Borgo Berga). 45.541732°N 11.551635°E

Era addossato all'Istituto, fondato nel 1602, che accoglieva giovani povere per educarle e fornirle di una dote. Verso la metà del secolo venne ricostruito, probabilmente dall'architetto Antonio Pizzocaro. Raro esempio di edificio sacro a pianta ottagonale in città, ospita un importante ciclo di dipinti sei-settecenteschi.